# Jatropha krusei
Jatropha krusei là một loài thực vật có hoa trong họ Đại kích. Loài này được J.Jiménez Ram. & Mart.Gordon mô tả khoa học đầu tiên năm 2000.